# Командный чемпионат России по шахматам 2017
Командный чемпионат России по шахматам 2017 года проходил в Сочи с 30 апреля по 11 мая. Главным судьёй соревнований был М. П. Ивахин.

## Регламент
- Контроль времени: 90 минут на 40 ходов + 30 минут до конца партии с добавлением 30 секунд на ход, начиная с первого.
- На турнире действует правило «нулевого опоздания».
- Участникам запрещено вступать в переговоры о ничьей до 40-го хода включительно.

В заявку включаются не более 10 человек: 6 основных участников, 2 запасных, 1 тренер, 1 представитель. Допускается совмещение функций тренера и представителя. Количество спортсменов, не имеющих гражданства РФ, — не более 3 человек.

## Участники

### Сибирь-Сириус
- Владимир Крамник
- Шахрияр Мамедьяров
- Аниш Гири
- Ян Непомнящий
- Александр Грищук
- Дмитрий Андрейкин
- Антон Коробов
- Денис Хисматуллин

### Малахит
- Анатолий Карпов
- Алексей Широв
- Александр Рязанцев
- Сергей Рублевский
- Александр Мотылёв
- Игорь Коваленко
- Игорь Лысый
- Андрей Шариязданов

### Медный всадник
- Пётр Свидлер
- Никита Витюгов
- Максим Матлаков
- Максим Родштейн
- Владимир Федосеев
- Ильдар Хайруллин
- Алексей Гоганов

### ШСМ «Legacy Square Capital»
- Владимир Малахов
- Евгений Наер
- Вадим Звягинцев
- Даниил Дубов
- Борис Грачёв
- Иван Попов
- Григорий Опарин
- Максим Вавулин

### Жигули
- Александр Предке
- Яков Геллер
- Семен Елистратов
- Алексей Мокшанов
- Петр Палачев
- Петр Натачеев
- Алексей Славин
- Сергей Погорельских

### СДЮСШОР ШШ
- Евгений Романов
- Евгений Алексеев
- Кирилл Алексеенко
- Валерий Попов
- Василий Усманов
- Алексей Савельев
- Григорий Пальчун

### Шахматная федерация ЦФО
- Иван Розум
- Антон Шомоев
- Андрей Есипенко
- Дмитрий Бочаров
- Максим Чигаев
- Александр Заботин

### Ладья
- Владислав Артемьев
- Гата Камский
- Артём Тимофеев
- Рамиль Хасангатин
- Рамиль Файзрахманов
- Раиль Махмутов
- Михаил Коровин
- Ильдар Ибрагимов

## Финальное положение
| № | Команда                                 | 1  | 2  | 3  | 4  | 5  | 6  | 7  | 8  |  | + | − | = | К. Очки | Очки | Место |
| - | --------------------------------------- | -- | -- | -- | -- | -- | -- | -- | -- |  | - | - | - | ------- | ---- | ----- |
| 1 | «Сибирь-Сириус» (Новосибирская область) |    | 4  | 3½ | 3½ | 5½ | 5  | 4½ | 5  |  | 7 | 0 | 0 | 14      | 31   | 1     |
| 2 | ШСМ «Legacy Square Capital» (г. Москва) | 2  |    | 3  | 3½ | 4½ | 3½ | 4  | 4  |  | 5 | 1 | 1 | 11      | 24½  | 2     |
| 3 | «Малахит» (г. Екатеринбург)             | 2½ | 3  |    | 3  | 3  | 3  | 4  | 5  |  | 2 | 1 | 4 | 8       | 23½  | 3     |
| 4 | «Медный всадник» (г. Санкт-Петербург)   | 2½ | 2½ | 3  |    | 3  | 3½ | 4  | 4  |  | 3 | 2 | 2 | 8       | 22½  | 4     |
| 5 | «Шахматная федерация ЦФО»               | ½  | 1½ | 3  | 3  |    | 2  | 4  | 3  |  | 1 | 3 | 3 | 5       | 17   | 5     |
| 6 | «СДЮСШОР ШШ» (г. Санкт-Петербург)       | 1  | 2½ | 3  | 2½ | 4  |    | 4  | 3  |  | 1 | 2 | 4 | 4       | 18   | 6     |
| 7 | «Ладья» (Республика Татарстан)          | 1½ | 2  | 2  | 2  | 2  | 4  |    | 3½ |  | 2 | 5 | 0 | 4       | 17   | 7     |
| 8 | «Жигули» (Самарская область)            | 1  | 2  | 1  | 2  | 3  | 3  | 2½ |    |  | 0 | 5 | 2 | 2       | 14½  | 8     |

## Результаты участников команд-призёров
Сибирь-Сириус
- Владимир Крамник — 2½ из 4;
- Шахрияр Мамедьяров — 4 из 4;
- Аниш Гири — 4 из 6;
- Ян Непомнящий — 3 из 5;
- Александр Грищук — 5 из 6;
- Дмитрий Андрейкин — 4 из 6;
- Антон Коробов — 5½ из 6;
- Денис Хисматуллин — 3 из 5;

ШСМ «Legacy Square Capital»
- Владимир Малахов — 3½ из 6;
- Евгений Наер — 3 из 6;
- Вадим Звягинцев — 2½ из 5;
- Даниил Дубов — 4 из 6;
- Борис Грачёв — 2 из 5;
- Иван Попов — 3 из 5;
- Григорий Опарин — 4½ из 6;
- Максим Вавулин — 2 из 3;

Малахит
- Анатолий Карпов — ½ из 1;
- Алексей Широв — 3 из 7;
- Александр Рязанцев — 2½ из 7;
- Сергей Рублевский — 4 из 6;
- Александр Мотылёв — 5 из 7;
- Игорь Коваленко — 4 из 7;
- Игорь Лысый — 4½ из 7.

## Лучшие результаты по доскам
минимум 5 партий
- 1-я — Владислав Артемьев — 4½ из 7;
- 2-я — Гата Камский — 4 из 7;
- 3-я — Аниш Гири — 4 из 6;
- 4-я — Даниил Дубов — 4 из 6;
- 5-я — Владимир Федосеев — 6 из 7;
- 6-я — Антон Коробов — 5½ из 6.